# Sierra de Gredos

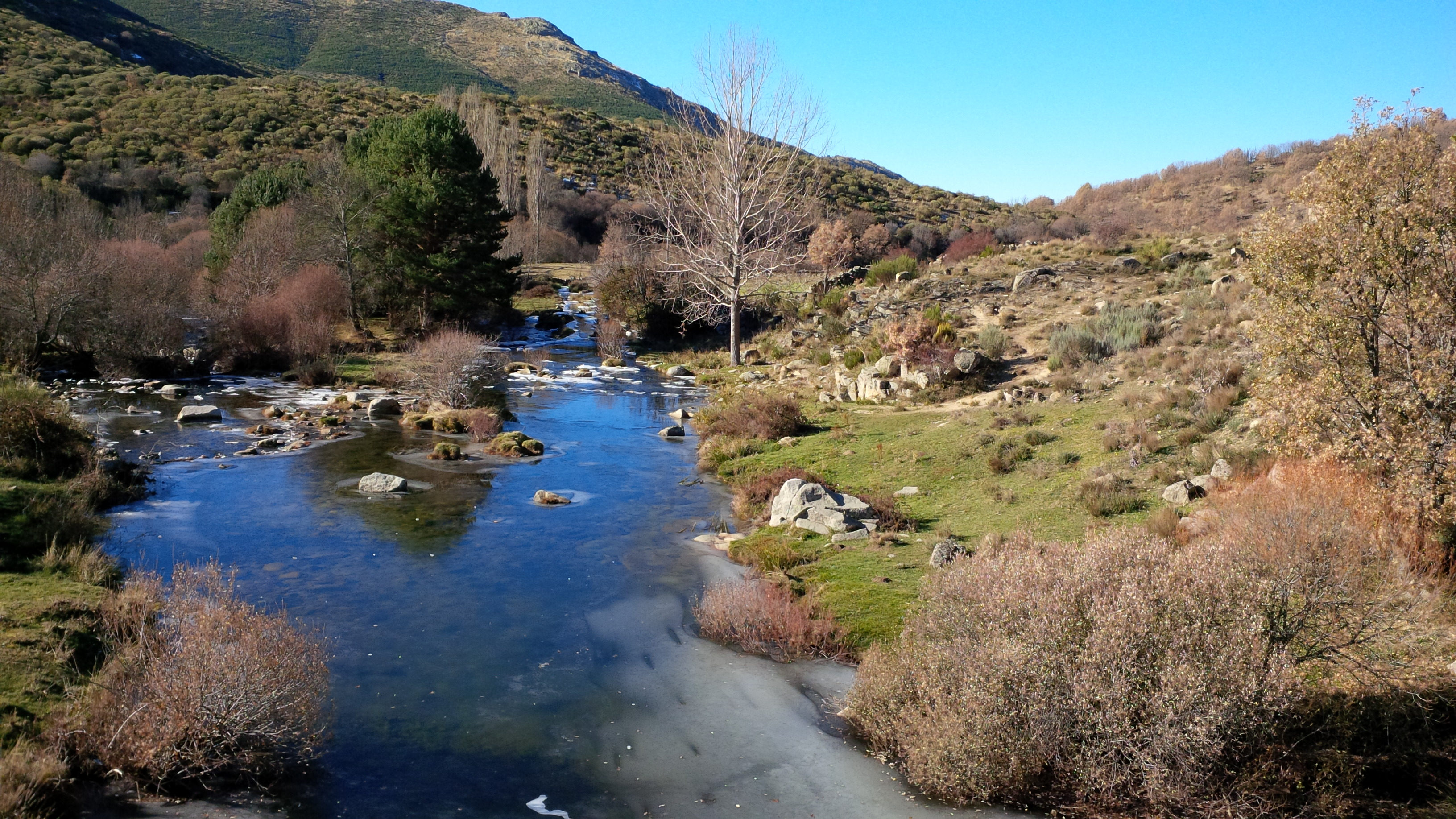
Sierra de Gredos

Sierra de Gredos este un masiv muntos în Spania, care parte din Cordiliera Centrală. Altitudinea sa maximă este atinsă în vârful Almanzor (2.592 m).